# Fabian Zamenhof
Fabian Wolfowicz Zamenhof (Grodno, 1800 o 1801-Tykocin, 28 de marzo de 1861) fue el padre de Mordechai Mark Zamenhof y el abuelo de L. L. Zamenhof. Fue traductor y profesor de lenguas, bajo la influencia de la Haskalá. A mediados del siglo XIX, se trasladó desde Grodno a Tykocin, una pequeña ciudad cerca de la actual Białystok, donde en 1859 nació su nieto L. L. Zamenhof.
- Datos: Q8960671